# Los pitufos y el libro que lo dice todo
Los pitufos y el libro que lo dice todo (título original en francés Les Schtroumpfs et le livre qui dit tout) es la 51.ª historieta de la serie de Los Pitufos, que fue creada y publicado por Studio Peyo en el 2008. 

## Argumento
Papá Pitufo deja la aldea pitufa para visitar al mago Homnibus y el Pitufo Filósofo decide limpiar el laboratorio para darle una sorpresa, allí se encuentra un libro con las páginas en blanco. De repente, el libro dice "hola", asustándole. El libro dice que puede responder a cualquier pregunta , por lo que el Pitufo Filósofo le pone a prueba preguntando la edad de Papá Pitufo, este responde que 542 años de edad, lo que el Pitufo Filósofo reconoce que es correcto.
Después de confirmar aún más el conocimiento del libro, el Pitufo Filósofo salta de alegría, lo que llama la atención al Pitufo Fortachón. El Pitufo Filósofo le habla sobre el libro, así que el Pitufo Fortachón pregunta al libro cómo llegar a ser más fuerte, por lo que el libro le envía a la página 13 donde hay una receta para un ungüento. El Pitufo Cocinero oye hablar del libro y le pide la receta para un suflé. Pronto se corre la voz en toda la aldea pitufa.
Todo el mundo va al Pitufo Filósofo con el fin de hacer preguntas para el libro, hasta que se agota su energía y necesita un descanso antes de contestar más preguntas. Cuando el Pitufo Filósofo lleva el libro a su casa, los otros Pitufos tratan de quitárselo, pero él pregunta al libro de una forma de evitar que otros lo usen y le envía a la página 88 donde hay un sistema de identificación de voz; Ahora el Pitufo Filósofo es el guardián del libro y nadie puede hacer una pregunta sin su aprobación (ni siquiera el Pitufo Bromista usando gafas puede engañar al libro).
El Pitufo Filósofo pide al libro un lugar tranquilo donde poder escuchar las preguntas de los pitufos de una forma ordenada y éste le guía a la Torre Vieja. Se necesita algunas reparaciones, por lo que pide ayuda a los demás pitufos. Filósofo nombra a Tontín como su asistente, ya que es obediente y carece de malicia.
Al día siguiente hay una larga lista de pitufos en la puerta de la torre. Cada pitufo es guiado por el Pitufo Tontín, uno cada vez, a través de una larga escalera donde espera el Pitufo Filósofo, en un nuevo traje y permite que el pitufo correspondiente formule una pregunta al libro .
Después de algún tiempo, la dependencia hacia el libro aumenta hasta un punto en que nadie hace nada sin preguntarle primero y nadie hace nada que no diga el libro; El Pitufo Alfarero excava el jardín de otro pitufo porque el libro le dijo que era la mejor arcilla, y el Pitufo Vanidoso corta las flores del jardín de la Pitufina porque son necesarias para un ungüento que borra las arrugas alrededor de los ojos.
El Pitufo Tontín pide al libro una manera de descansar de su trabajo de guía y el libro sugiere que debería intercambiar tareas con el Pitufo Filósofo de vez en cuando, cosa que el Pitufo Filósofo descarta como una broma. El Pitufo Bromista pregunta cómo hacer preguntas sin hablar primero con el Pitufo Filósofo, por lo que éste cierra con rabia el libro y la torre por el resto del día. 
Papá Pitufo regresa al pueblo pitufo y descubre que los pitufos han estado utilizando el libro que dice todo y explica a la Pitufina y el Pitufo Vanidoso que el libro responde a todas las preguntas pero no advierte sobre las consecuencias de las soluciones que se utilizan (por ejemplo, el color del cabello de Pitufina le hizo cambiar de color amarillo a verde, la pomada del Pitufo Vanidoso le hizo desaparecer las arrugas, pero también le hizo aparecer unas marcas horribles, la pomada para hacer más fuerte al Pitufo Fortachón le provocó grandes dolores, etc.)
Papá Pitufo va a la Torre Vieja a explicar al Pitufo Filósofo que el libro está causando una catástrofe y sembrando la discordia, pero el Pitufo Filósofo cree que está celoso, así que lo expulsa de la torre. Papá Pitufo se da cuenta de que no puede convencer a los pitufos que su dependencia del libro está mal, por lo que deja la aldea pitufa hasta que lo entiendan por sí mismos. 
Una lluvia hace que la presa se desborde. Papá Pitufo se entera y va a la Torre Vieja a advertir a los pitufos, pero el Pitufo Filósofo les dice que pedirá al libro una solución para la próxima inundación. Sin embargo, el libro necesita un descanso y todo el mundo espera a que se recargue, muy a pesar de Papá Pitufo. Entonces se rompe la presa y todo el mundo huye, a excepción del Pitufo Filósofo que se ve atrapado por la inundación. La Pitufina dice a Papá Pitufo que no encuentra al Bebé Pitufo. El Pitufo Filósofo, nadando mientras lleva el libro, encuentra al Bebé Pitufo en una pequeña franja de tierra en el torrente. El Pitufo Filósofo no sabe cómo salvar tanto al Bebé Pitufo como al libro, por lo que le pregunta a éste, que responde diciéndole que él es demasiado importante y que debe renunciar al bebé. Enfurecido por esta respuesta, el Pitufo filósofo lanza el libro al río antes de agarrar al Bebé Pitufo y nadar hasta la orilla.
Ya a salvo, Papá Pitufo y el Pitufo Filósofo hablan acerca de cómo el libro puede hacerte perder la cabeza, pero que al final el Pitufo Filósofo tomó la decisión correcta. Cuando otro pitufo añade que era conveniente tener un libro con todas las respuestas de todos modos, el Pitufo Filósofo tiene la idea de escribir una gran pitufopedia que abarque todo el conocimiento de los pitufos.